# Een klein beetje pijn
Een klein beetje pijn is een hoorspel van Shirley Jenkins. Gérard van Kalmthout vertaalde het en de KRO zond het uit op dinsdag 3 januari 1967 in het programma Dinsdagavondtheater (met een herhaling op dinsdag 13 juni 1967 en dinsdag 21 september 1971). De regisseur was Willem Tollenaar. De uitzending duurde 30 minuten.

## Rolbezetting
- Elisabeth Andersen (de vrouw)

## Inhoud
De spreekster in dit hoorspel (dat door de BBC werd uitgezonden met als actrice Marlene Dietrich) is een vrouw die getrouwd is geweest, maar haar man heeft verlaten. Nu verwacht ze een kind van een vriend. Het stuk is één registratie van vluchtige, onbestemde gevoelens, herinneringen, vaag schuldbesef, angst voor de pijn van de geboorte. Als contrast is in dit onbestemde patroon een scherp portret van de man ingeweven die zo anders reageert dan een vrouw…